# Raija Jokinen
Raija Jokinen (née en 1960) est une artiste plasticienne et textile finlandaise, connue pour sa technique originale et son langage pictural unique qui fait fusionner le corps humain et les éléments naturels. Elle donne vie à un monde de formes qui se retrouve dans presque tous les êtres vivants. Finalement, des œuvres textiles fragiles en apparence, mais puissantes en contenu et forme. Son style se situe au point de rencontre de la peinture, de la sculpture, du graphisme et des textiles. 

## Formation
Raija Jokinen étudie d'abord le tissage dans l'école d'artisanat à Vihti (1980-1982) puis le design textile à l'Université finlandaise d'art et de design (Université Aalto) où elle obtient un Master of Arts en 1990. Elle vit et travaille à Helsinki et Sipoo.

## Expression artistique
Raija Jokinen commence par travailler avec du fil de papier, puis elle fabrique son propre papier à partir de diverses fibres dont le lin. Elle expérimente diverses façons non traditionnelles d'utiliser le lin, par exemple, elle combine des fibres de lin et des pigments de couleur. A l'aide de techniques de couture, elle en fait des images ou des objets en trois dimensions, donnant une impression de légèreté et de fragilité, tout en étant très résistantes. La transparence de ses sculptures laisse coexister la lumière et l'ombre.  
Dans le domaine de l'art textile, la technique et l'expression de Raija Jokinen sont absolument originales. Au centre de ses œuvres, se trouvent souvent des formes évoquant la nature physique de l'homme, telles que le système nerveux, les vaisseaux sanguins ou la texture de la peau. Ces lignes s'entrelacent et se fondent dans un réseau de branches et de racines qui prennent possession du corps humain. Elle joue avec la similitude et la variation infinie de ces formes. 
La façon de travailler de Raija Jokinen peut être comparée au dessin et à la peinture, mais son matériau est la fibre textile, et surtout le lin. La ligne des œuvres se compose de fibres et de surpiqûres, et, avec ces éléments, Raika Jokinen dessine son univers pictural.      

## Distinctions (sélection)
Raija Jokinen a reçu les prix suivants : 
- 2020 : Artiste textile finlandaise de l'année, TEXO (Association finlandaise des artistes textiles, une organisation professionnelle spécialisée dans la promotion de l'art textile[6])
- 2019 : Prix culturel de la ville de Sipoo[7]
- 2015 : Prix d'art de la région d'Uusimaa[8]

## Expositions (courte sélection)
Les œuvres de Raija Jokinen ont été présentées dans plus de 200 expositions communes et 23 expositions individuelles en Finlande et à l'étranger. Une liste complète est disponible sur le site web de Raija Jokinen.
- 2020 : expositions individuelles 
  - Centre d'art Voipaala, Valkeakoski
  - R-Space Gallery, Lisburn, Royaume-Uni
  - Galerie L’entrée Des Artistes, Paris
  - Höyry-galleria, Korpilahti
- 2019 : 
  - Asia-Europe 4, Tournai, puis Krefeld
  - Artistes invités, Centre culturel Galileo,  Madrid
  - Exposition solo, Galerie Duetto, Helsinki
- 2018 : 
  - Art textile d'aujourd'hui, divers lieux : Danubiana Meulensteen Art Museum (République slovaque), Galerie Tatra, Poprad, Musée de Moravie, Uherské Hradiště (République tchèque), Galerie Pesti Vigadó, Budapest

Certaines œuvres sont installées dans des lieux publics, par exemple dans le palais de justice de Kuopio, le bâtiment de la police de Kotka et le musée finlandais de l'artisanat.